# Delazmožnost
Delazmožnost je zmožnost človeka, da svoj delovni potencial uporabi za pridobivanje. Gre za psihofizično stanje posameznika, ki mu omogoča da uspešno, s polnim delovnim učnikom ter brez škode za lastno zdravje, opravlja poklicno delo od začetka zaposlitve pa vse do upokojitve. Zmožnost za delo je velika takrat, ko so človekove zmogljivosti ter delovne zahteve v ravnovesju. 
Podobno definicijo navaja Fatur Videtič (2006), ki pojasnjuje, da s pojmom delovne zmožnosti opisujemo usklajenost odnosa med zmogljivostjo delavca (funkcijsko, izvedbeno) ter zahtevami dela in delovnega okolja. Sestavlja jo niz telesnih in duševnih sposobnosti ter zmožnosti človeka oziroma bolnika, ki so potrebne za izvajanje posameznih delovnih opravil in nalog z uporabo določenih delovnih sredstev. Pomemben del predstavlja tudi vzdržljivost za dejavnike delovnega okolja, saj le ti pri vračanju bolnika na delo predstavljajo večje tveganje za njegovo  zdravje kot delo samo.

## Ocenjevanje delazmožnosti
Modic (1986) ocenjevanje zmožnosti za delo opiše kot tehtanje skladnosti med zahtevami delovnega mesta in delavčevo reaktivnostjo. Le to za posameznega delavca med drugim ocenjujemo:
- pri poklicnem usmerjanju in svetovanju;
- pred pričetkom dela (pred strokovnim izpopolnjevanjem, pred prekvalifikacijo);
- ob zdravniških pregledih (obdobnih in drugih);
- drugih preventivnih zdravstvenih pregledih, ocenjevanje začasne nezmožnosti za delo zaradi bolezni in poškodb;
- pri preverjanju začasne nezmožnosti za delo po 30 dneh (ali po 7 ali 15 dneh);
- ob oceni invalidnosti;
- pred poklicno rehabilitacijo.

Ko ocenjujemo delazmožnost, ocenjujemo zdravstveno stanje delavca, njegove biološke karakteristike, psihofiziološke sposobnosti za opravljanje določenega dela v daljšem obdobju oz. najmanj do nastanka trajne spremembe zdravstvenega stanja delavca, katere posledica je nesposobnost za delo, ki ga delavec opravlja ali spremembe dela oziroma pogojev na delu. Obseg obdelave pri oceni zmožnosti za delo je običajno širši kot pri oceni začasne nezmožnosti za delo, saj ocenjujemo tako psihofiziološko sposobnost delavca kot tudi funkcijo posameznih organov ter sistemov, ki so pomembni za to, da lahko delo poteka nemoteno.
Pri ocenjevanju delazmožnosti gre za kontinuiran in dinamičen proces, ki zahteva stalno spremljanje bioloških karakteristik organizma ter zahtev delovnega mesta, saj so le te podvržene stalnim spremembam. Posledično enkratna ocena delazmožnosti ne more biti statična in trajna.
Delazmožnost ocenjujemo na naslednjih področjih:
- poklicna orientacija (kjer morajo ustrezati le bistvene zahteve);
- poklicna usmeritev (kjer morajo biti prisotne konkretne sposobnosti);
- predhodni zdravniški pregled;
- obdoben (usmerjen) zdravniški pregled;
- na invalidski komisiji (oziroma v postopku priprave postopka);
- začasna nezmožnost za opravljanje dela.

## Delitve delazmožnosti
Poznamo dve različnih vrsti delanezmožnosti:
- Začasna (zaradi bolezni, poškodb pri delu in izven dela in poklicnih bolezni), ki ima za posledico bolniški stalež;
  - Ko govorimo o bolniškem staležu, govorimo o začasni odsotnosti z dela zaradi bolezni, poškodb, nege in ostalih vzrokov. Je indirektni kazalec stopnje prilagojenosti delavcev, delovnim ter življenjskim razmeram. O njem bi lahko govorili kot o kazalcu negativnega zdravja delavcev
- Trajna, katere posledica je invalidnost.

O začasni nezmožnosti za delo govorimo takrat, ko je delavec le začasno nezmožen za delo, ko izvira izostanek z dela iz bolezni, nezgod pri ali izven dela, nege in spremstva bolnega družinskega stanja. Ocenjujemo torej zdravstveno stanje delavca, ki je bilo prizadeto zaradi bolezni ali poškodbe oziroma njegovo sposobnost, da v določenem zdravstvenem stanju opravlja svoje delo.
Modic (1986) opozarja, da je zelo pomembno, da ločimo med delno ali popolno (ne)zmožnostjo za delo, pri kateri napovedujemo oziroma predpostavljamo koliko časa bi delavec lahko delal na delovnem mestu, ne da bi pri tem ogrožal svoje življenje in zdravje, ob normalnem delovnem učinku, od začasne nezmožnosti za delo, kjer gre običajno za akutna obolenja ali poškodbe oziroma z eksacerbacijo kronične bolezni.
O zmanjšanju delovne zmožnosti govorimo takrat, ko zavarovanec ne more več v polnem delovnem času in z normalnim delovnim učinkom, opravljati dela na delovnem mestu, na katero je bil trajno razporejen. O zmanjšanju delovne zmožnosti govorimo tudi, ko zavarovanec še vedno dela na istem delovnem mestu kot pred nastankom invalidnosti, vendar z določenimi omejitvami ter, ko lahko posameznik, glede na svoje zdravstveno stanje še vedno opravlja dano delo, vsaj polovico delovnega časa ali pa lahko s polnim delovnim časom opravlja drugo »ustrezno delo«. O izgubi delovne zmožnosti pa govorimo, ko posameznik niti za polovični delovni čas, ni zmožen opravljati nobenega dela.  

## Namen in cilj ocenjevanja delazmožnosti
Namen ocenjevanja delazmožnosti je usklajevanje bioloških karakteristik organizma, z zahtevami delovnega mesta. Gre za postopek, ki nam omogoča, da na delovno mesto, s stališča varovanja zdravja, postavimo pravo osebo.
Cilj ocenjevanja delazmožnosti je ohranjanje zdravja delavcev in njihove delazmožnosti. Povedano drugače, cilj predstavlja preprečevanje invalidnosti, nastanka poklicnih bolezni v ožjem ali širšem smislu, poškodb pri delu ter povečanja produktivnosti dela. Poleg omenjenega je cilj ocenjevanja delazmožnosti tudi omogočanje boljše poklicne orientacije in selekcije delavcev.

## Modela ocenjevanja delazmožnosti
Fatur Videtič (2009) izpostavlja, da rezultati raziskav kažejo na to, da pri odločanju o vrnitvi na delo medicinski model ni najustreznejša rešitev. Po medicinskem modelu velja, da je, ko je diagnoza enkrat postavljena, postopek odločanja za večino bolnikov z enako diagnozo bolj ali manj jasen. Ob postavitvi delovno/zaposlitvene diagnoze za posameznega bolnika pa podatkov ne primerjamo s skupino, ki ji pripada, ravno nasprotno načrtovanje vrnitve na delo ugotavljamo za vsake posameznika posebej. 
Predlaga, da bi bilo za ocenjevanje delovne zmožnosti in s tem ustvarjanje potrebnih pogojev za bolnikovo vrnitev na delo ob zaključku zdravljenja in rehabilitacije, ustreznejša, če bi v klinično prakso uvedli širši bio-psiho-socialni model. Ta model je definirala ter utemeljila Mednarodna klasifikacija funkcioniranja, zmanjšane zmožnosti in zdravja. Zajema vsa področja človekovega zdravja in z zdravjem povezanih stanj,ki jih lahko sistematično opišemo kot motnjo v zgradbi ali funkciji posameznih organskih sistemov. Na ravni posameznika lahko opišemo njegove učinkovitosti in zmogljivosti njegovega delovanja in sodelovanja, poleg tega definira pa tudi dejavnike okolja in s tem omogoči ocenjevanje pozitivnega in negativnega vpliva le-teh. Dinamično povezovanje vseh omenjenih kategorij lahko predstavlja osnovo za bio-psiho-socialno ocenjevanje bolnikove delovne zmožnosti ter uresničevanje pogojev za njegovo vrnitev na delo.. 
Bilban (2013) pa  predstavi Holističen model ocenjevanja delovne zmožnosti, ki ga je razvil finski inštitut za zdravje pri delu. Le ta temelji na večjem številu raziskav ter razvojnih projektov o dobrem počutju na delovnem mestu, na različnih področjih industrije ter med različnimi starostnimi skupinami.
Sestavljajo ga lastnosti posameznika ter dejavnikov povezanih z delovnim mestom, delom in okoljem zunaj delovnega mesta.
Bilban (2013) je dimenzije delovne zmožnosti ponazoril v obliki nadstropij hiše in okolja.
V središču strukture delovne zmožnosti so prva tri nadstropja hiše, ki predstavljajo posameznikove lastnosti. Prvo nadstropje predstavljajo lastnosti kot so zdravje ter fizična, psihična in socialna zmogljivost. Posledica močnih temeljev je boljša delovna zmožnost posameznika. Drugo nadstropje predstavljajo znanja in spretnosti ter njihovo stalno izpopolnjevanje (vseživljenjsko učenje), tretje nadstropje sestavljajo notranje vrednote do dela, razlogi za motivacijo v karieri in podobno.
Najvišje, četrto nadstropje pa predstavlja delo v vseh dimenzijah. Je največje in hkrati najtežje nadstropje, ki določa standarde za vsa nižje nadstropja. Če so lastnosti posameznika v ravnotežju, usklajena s četrtim nadstropjem, bo tudi posameznikova delovna zmožnost ostala dobra, v nasprotnem primeru pa se bo le ta zmanjšala 
V neposredno bližino hiše je umestil organizacije, ki delo podpirajo. Primer take organizacije je zdravstveno varstvo pri delu, sem pa spadajo tui družina, sorodniki, prijatelji. Najbolj zunanjo plast sheme pa predstavlja družba katere infrastruktura, politika ter storitve na področju sociale, zdravstva in dela tvorijo marko okolje delazmožnosti. Poudarja, da je z vidika ohranjanja delovne zmožnosti, nujno prizadevanje zdravega in varnega ravnotežja med človeškimi lastnostmi, značilnosti ter delom samim.

## Vloga psihologov pri ocenjevanju delazmožnosti
Pri medicini dela ima v postopku ocenjevanja delazmožnosti za določena dela, pomembno vlogo tudi psihološki pregled. Pomemben je predvsem pri  delih pri katerih obstaja večja nevarnosti poškodb, nesreč, pri katerih se od delavca zahteva višja raven pozornosti, kontinuirano spremljanje dogajanj v delovnem procesu ali pa je narava dela takšna, da lahko delavec s svojim neprilagojenim vedenjem ogrozi svojo varnost, varnost drugih ali okolje.
Molan in Arnerić (2000) izpostavljata, da obseg in vsebina preventivnega pregleda delavcev nista natančno določena v veljavni zakonodaji in pravilnikih. Določene so le osnovne usmeritve, konkreten obseg in vsebino pregleda pa določi analiza delovnega mesta
V našem prostoru najpogosteje uporabljamo Ocenjevalno analizo delovnega mesta, avtorja J. Sušnika (1983). 
Sušnik (1983) je opozoril na to, da je za ocenjevanje delazmožnosti potrebno poznati obstoječe telesne in duševne zmožnosti človeka, kot njihovo prognozo, na drugi strani pa zahteve, obremenitve ter tveganja na delovnem mestu, ki je definiran kot skupek vseh opravil in nalog, ki jih delavce opravlja v določenem okolju, z določenimi sredstvi za delo. 
Vloga psihologa pri oceni delazmožnosti je zgolj konzultivna. Psiholog pred nastopom dela preiskuje delavce po naročilu zdravnika, ta pa njegovo mnenje v oceno vključi po svoji presoji.

### Težave psihologov pri ocenjevanju delazmožnosti
Psihologi se pri ocenjevanju delazmožnosti, v okviru medicine dela, srečujejo z naslednjimi težavami in zahtevami:
- oblikovanje vsebine psihološkega pregleda za oceno delazmožnosti, za dela pri katerih je potrebno spremljanje proizvodnega procesa;
- oblikovanje vsebine predhodnega in obdobnega pregleda;
- izbor psihodiagnostičnih postopkov in utemeljitev izbora posameznega postopka[5].

## Pravna podlaga
V Sloveniji je Zavod za zdravstveno zavarovanje Slovenije (v nadaljevanju ZZZS) tisti, ki vodi postopek ugotavljanja začasne nezmožnosti za delo. Na prvi stopnji začasno zadržanost od dela ugotavlja zdravnik, ki ga imenuje ZZZS
Zdravnik odloča o.. :
1. začasni nezmožnosti za delo, zaradi bolezenski razlogov, za delo nad 30 dni ter v vseh primerih, ko je izplačevalec nadomestila plače, obvezno zdravstveno zavarovanje, razen v primerih,če gre za nego, spremstvo ali izolacijo, o kateri odloča njen osebni zdravnik. Zdravnik torej odloča na podlagi predloga osebnega zdravnika
2. o zahtevi zavarovanca ali delodajalca za presojo ocene izbranega osebnega zdravnika o začasni nezmožnosti, za delo do 30 dni. V tem primeru zdravnik odloča na podlagi pritožbe oziroma delodajalca.

Imenovani zdravnik ZZZS o začasni zadržanosti od dela odloča na podlagi medicinske dokumentacije, ki jo pridobi od osebnega zdravnika in na podlagi morebitnega pregleda zavarovane osebe. Pregled pri imenovanem zdravniku ZZZS mora biti opravljen v primeru, če to zahteva zavarovanec. O svoji odločitvi, imenovani zdravnik ZZZS izda odločbo in sicer najpozneje v 8 dneh po prejemu zahteve oz. predloga osebnega zdravnika
Pravno podlago za ugotavljanje nezmožnosti za delo predstavljata
1. Zakon o zdravstvenem varstvu in zdravstvenem zavarovanju
2. Pravila obveznega zdravstvenega zavarovanja